# كأس هولندا 1979–80
كأس هولندا 1979–80 (بالهولندية: KNVB beker 1979/80)‏ هو الموسم 62 من كأس هولندا. أشرف على تنظيمه الاتحاد الملكي الهولندي لكرة القدم، وكان عدد الأندية المشاركة فيه 46، وفاز فيه فاينورد.